# Ыун, Юло
Ю́ло Ы́ун (эст. Ülo Õun, 30 апреля 1940, Тарту, Эстонская Республика — 7 марта 1988, Таллин, Эстонская ССР) — эстонский советский скульптор.

## Биография
Окончив 2-ю среднюю школу в 1958 году в Тарту, поступил в Тартуский университет, где изучал математику. В 1966 году окончил Академию художеств, специализируясь на скульптуре.
До 1971 года работал таксидермистом в Музее природы Эстонии. Позже стал независимым художником.
Похоронен на Лесном кладбище в Таллине.

## Известные работы

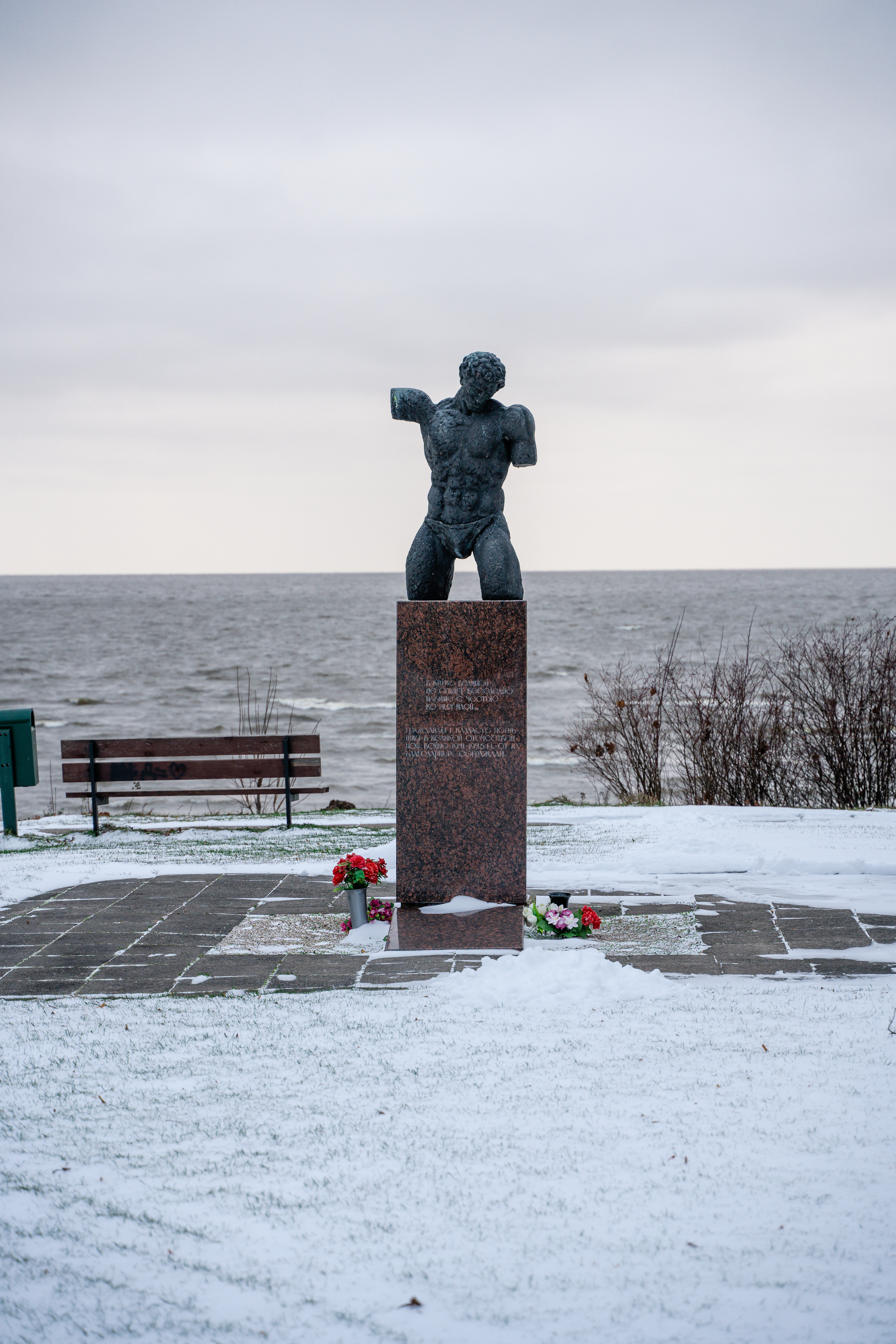
Памятник павшим во II мировой войне, Калласте

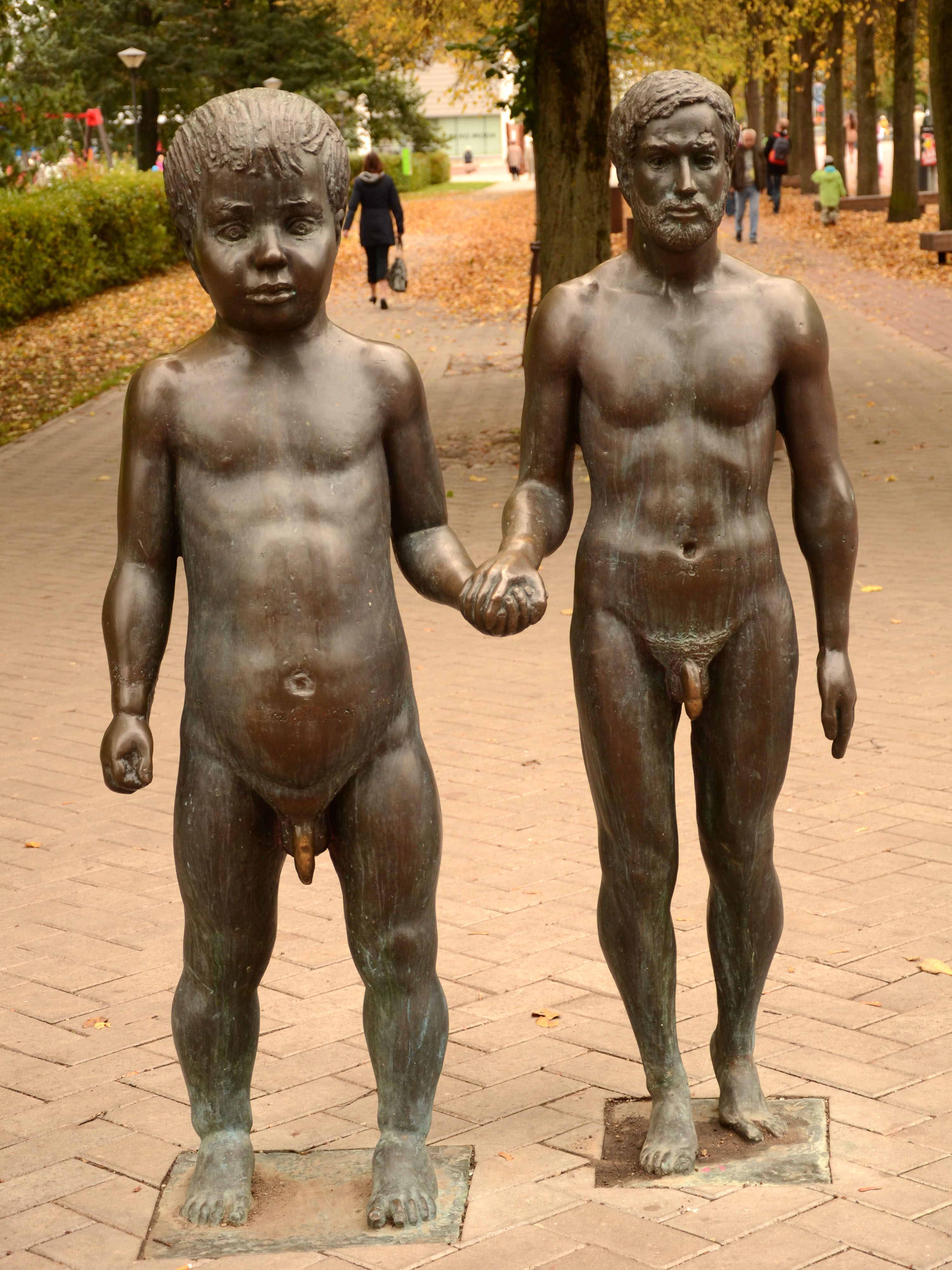
Скульптура «Отец и сын»

Скульптура в Тухала

- Скульптура «Отец и сын» в Тарту (1977, установлена в 2004)[4]
- Памятник павшим во Второй мировой войне, город Калласте (1981)
- Скульптура в Тухала[5]
- Скульптура «Семья» (1983—1985, бронза) в Национальной библиотеке Эстонии[6][7], Таллин, ул. Тынисмяги, 2

## Награды
Премия имени Кристиана Рауда (1979, вместе с Эвальдом Окасом и др.)

## Память
- Мемориальная доска в деревне Тухала[8].
- Об Юло Ыуне сняты документальные фильмы «Multifungal Apple» (Арво Ихо, 1984) и «Into the Picture» (А. Кала, 1986).